# Alfa Romeo 140AF
Il 140 AF è stato un modello di filobus prodotto dall'Alfa Romeo dal 1949 al 1960 e
maggiormente distribuito (ne furono prodotti 451 esemplari) , sia a livello nazionale che su scala internazionale, anche se non fu quello più prodotto in assoluto.
In Italia, è stato utilizzato a Milano, Genova, Como, Trieste, Ancona, Bologna, Firenze, Roma, Napoli, Avellino, Salerno, Bari, Palermo e Catania. Per l'estero, vanno ricordate Atene e Belgrado. Alcune delle vetture che erano state originariamente prodotte per l'Italia, vennero vendute all'estero dopo la crisi del trasporto filoviario italiano degli anni sessanta, che portò allo smantellamento di molte reti filoviarie a favore di quelle di autobus.
Gli ultimi esemplari sono stati radiati nel 1983. Gli assi per la versione standard furono 3 (105 passeggeri), mentre quella snodata era a 4 (160 passeggeri) o a 5 assi (180 passeggeri). La lunghezza era 12 m per i primi, 17,8 m per i secondi e saliva ad oltre 19 metri per la versione AFS/5 snodata a 5 assi .

## Carrozzerie ed esemplari prodotti
| Linea o rete     | Quantità | Costruzione    | Radiazione | Carrozzeria     | Equipaggiamento elettrico | Note                                                                                    |  |
| ---------------- | -------- | -------------- | ---------- | --------------- | ------------------------- | --------------------------------------------------------------------------------------- |  |
| Ancona-Falconara | 7        | 1949           | 1972       | SIAI-Marchetti  | Marelli                   | matricole 10-16                                                                         |  |
| Ancona-Falconara | 1        | 1954           | 1972       | Macchi          | Marelli                   | matricola 17                                                                            |  |
| Atene            | 88       | 1953 1954 1953 | 1983       | Casaro          | CGE                       | matricole 1001-1040 matricole 1041-1080 ex ATAF Firenze: matricole 1128–1135            |  |
| Avellino         | 1        | 1955           | 1973       | Pistoiesi       | CGE                       | Acquisito da Salerno, in servizio dal 1956, matricola 183                               |  |
| Avellino         | 1        | 1956           | 1973       | Casaro          | CGE                       | matricola 184                                                                           |  |
| Bari             | 6        | 1948           | 1968-1969  | Romanazzi       | Marelli                   | matricole 601-606                                                                       |  |
| Belgrado         | 1        | 1949           |            | Piaggio         | Ansaldo                   | mezzo sperimentale: carrozzeria in acciaio inossidabile, lunghezza 13,5 m; matricola 32 |  |
| Belgrado         | 10       | 1954           |            | Pistoiesi       | Ansaldo                   | matricole 33-42                                                                         |  |
| Bologna          | 8        | 1955           | 1970-1974  | Menarini        | Marelli                   | matricole 1141-1148                                                                     |  |
| Catania          | 4        | 1952           | 1966       | Casaro          | CGE                       | matricole 301-304                                                                       |  |
| Como             | 2        | 1951           | 1978       | SIAI-Marchetti  | Marelli                   | matricole 81-82                                                                         |  |
| Como             | 4        | 1951-1954      | 1978       | Macchi          | Marelli                   | matricole 83-86                                                                         |  |
| Como             | 2        | 1955           | 1978       | Pistoiesi       | Marelli                   | matricole 87-88                                                                         |  |
| Como             | 2        | 1955           | 1978       | Macchi          | TIBB                      | matricole 89-90                                                                         |  |
| Firenze          | 10       | 1953           | 1971       | Casaro          | CGE                       | matricole 3121-3130 di cui otto cedute ad Atene nel 1972                                |  |
| Genova           | 15       | 1949-1950      | 1972-1973  | Piaggio         | Ansaldo                   | matricole 2351-2365                                                                     |  |
| Genova           | 15       | 1950-1951      | 1972-1973  | Bagnara         | Ansaldo                   | matricole 2366-2380                                                                     |  |
| Johannesburg     | 20       | 1957           |            | Bus Bodies      | Ansaldo                   | a due piani                                                                             |  |
| Milano           | 21       | 1949-1951      | 1968-1978  | SIAI-Marchetti  | TIBB                      |                                                                                         |  |
| Milano           | 5        | 1949           | 1970       | SIAI-Marchetti  | CGE                       |                                                                                         |  |
| Milano           | 10       | 1951           | 1970-1978  | Breda           | Marelli                   |                                                                                         |  |
| Milano           | 10       | 1951           | 1976-1977  | Breda           | TIBB                      |                                                                                         |  |
| Milano           | 3        | 1956           | 1978       | Caproni Vizzola | Marelli                   |                                                                                         |  |
| Milano           | 13       | 1956-1958      | 1979-1982  | Stanga          | Marelli                   | filosnodati                                                                             |  |
| Milano           | 7        | 1956           | 1980-1981  | Caproni Vizzola | CGE                       |                                                                                         |  |
| Milano           | 15       | 1958           | 1979       | Macchi          | Marelli                   |                                                                                         |  |
| Milano           | 8        | 1958-1959      | 1976-1977  | Caproni Vizzola | TIBB                      |                                                                                         |  |
| Milano           | 10       | 1960           | 1979       | Caproni Vizzola | CGE                       |                                                                                         |  |
| Milano           | 10       | 1960           | 1979       | Caproni Vizzola | Marelli                   |                                                                                         |  |
| Most-Litvinov    | 1        | 1954           |            |                 | Ansaldo                   |                                                                                         |  |
| Napoli           | 18       | 1950           | 1961       | SIAI-Marchetti  | Ansaldo                   |                                                                                         |  |
| Napoli           | 4        | 1950-1951      | 1961       | SIAI-Marchetti  | Marelli                   |                                                                                         |  |
| Napoli           | 20       | 1951           | 1961       | Pistoiesi       | Ansaldo                   |                                                                                         |  |
| Palermo          | 10       | 1949-1950      | 1966       | Piaggio         | Ansaldo                   | soprannominati "Freccia d'Argento" matricole 201-210                                    |  |
| Roma             | 28       | 1949-1950      | 1965-1967  | SIAI-Marchetti  | TIBB                      | matricole dispari 6601-6655                                                             |  |
| Salerno          | 5        | 1955           | 1956-1972  | Pistoiesi       | CGE                       | un mezzo ceduto ad Avellino nel 1956                                                    |  |
| Salerno          | 1        | 1951           | 1982       | Stanga          | TIBB                      | proveniente da Trieste, in servizio dal 1973                                            |  |
| Salerno          | 19       | 1952-1956      | 1973-1986  | CRDA            | TIBB                      | provenienti da Trieste, in servizio dal 1973 al 1975                                    |  |
| Stoccolma        | 10       | 1950-1951      |            | Stanga          | Marelli                   | filosnodati a 4 assi                                                                    |  |
| Trieste          | 7        | 1949           | 1968       | SIAI Marchetti  | Marelli                   |                                                                                         |  |
| Trieste          | 18       | 1951           | 1973-1975  | Stanga          | TIBB                      | un mezzo ceduto a Salerno nel 1973                                                      |  |
| Trieste          | 31       | 1952-1956      | 1973-1975  | CRDA            | TIBB                      | diciannove mezzi ceduti a Salerno nel 1973                                              |  |

## Caratteristiche tecniche
La propulsione era fornita motori a trazione il cui modello cambiava in funzione del fornitore dell'impianto elettrico. I propulsori furono TIBB GLM 1303c, Marelli MCT 60B (MCT 64 B 56 per i filosnodati), CGE CV 1216 oppure CV 1227 A.
La potenza erogata era 150 CV per i TIBB o CGE 1227, 135 CV per i Marelli, 114 CV per i CGE 1216 e 183 CV per i filosnodati. L'avviamento era automatico APNLf o SACf  per i TIBB,  VAIF per i Marelli, MRA o MRA-E1 per i CGE. La posizione del volante era comunemente a destra, ma in alcuni modelli era a sinistra oppure centrale.